# Les Dames de Meuse
Pour les articles homonymes, voir Dames de Meuse.
Les Dames de Meuse est le nom d'un site situé à une altitude de 400 m dans un méandre de la Meuse, à la sortie de Laifour, en face de la Petite Commune, hameau de la ville de Revin. Par décret du 3 février 1997, il est classé site naturel sur la base des critères pittoresques, scientifiques et légendaires.

## Description
Le site comporte trois grosses protubérances rocheuses, culminant à environ 400 m,  couvertes de hêtres et situées sur la rive gauche de la Meuse, à la sortie de la commune de Laifour, en direction de la celle de Revin, au dos du pont routier de la D1 qui enjambe le fleuve.
Le site fait partie de l'unité la plus ancienne du massif ardennais dans laquelle la Meuse a creusé une vallée profonde, et est riche sur le plan végétal.
Il a attiré de nombreux visiteurs dont George Sand, Edmond Michelet et Théophile Gautier
Charles de Gaulle a fréquenté régulièrement les lieux depuis les années 1920 jusqu'à aux années 1950.

## La légende
Dans les années 1080, trois chevaliers Héribrand, Vauthier et Geoffroy, qui sont les fils du seigneur de Hierges, épousent Berthe, Hodierne et Ige, filles du seigneur de Rethel. Ces chevaliers partent avec Godefroy de Bouillon à la première croisade et confient la garde du château à leurs épouses. Celles-ci sont infidèles pendant leur absence, si bien que le jour même de la prise de Jérusalem, elles sont changées en trois gros rochers par la colère divine, devenant  ainsi les Dames de Meuse.

## Randonnée
Le site est régulièrement utilisé pour la randonnée.